# Rue Bellecordière
La rue Bellecordière est une rue du quartier de Bellecour située sur la presqu'île dans le 2e arrondissement de Lyon, en France.

## Situation et accès
La rue débute place de l'Hôpital et face au mur latéral de la chapelle de l'Hôtel-Dieu, au pied duquel se trouve une borne-fontaine Bayard qui distribue de l'eau potable. Elle se termine rue de la Barre. La place Amédée-Bonnet n'est accessible que par cette rue, mais en retrait de celle-ci. La circulation se fait dans le sens de la numérotation, sans stationnement possible.

## Origine du nom
La voie est dédiée à Louise Labé (1524-1566) poétesse lyonnaise de la Renaissance, fille de cordier et épouse d’un cordier aisé surnommée La Belle Cordière,.

## Histoire

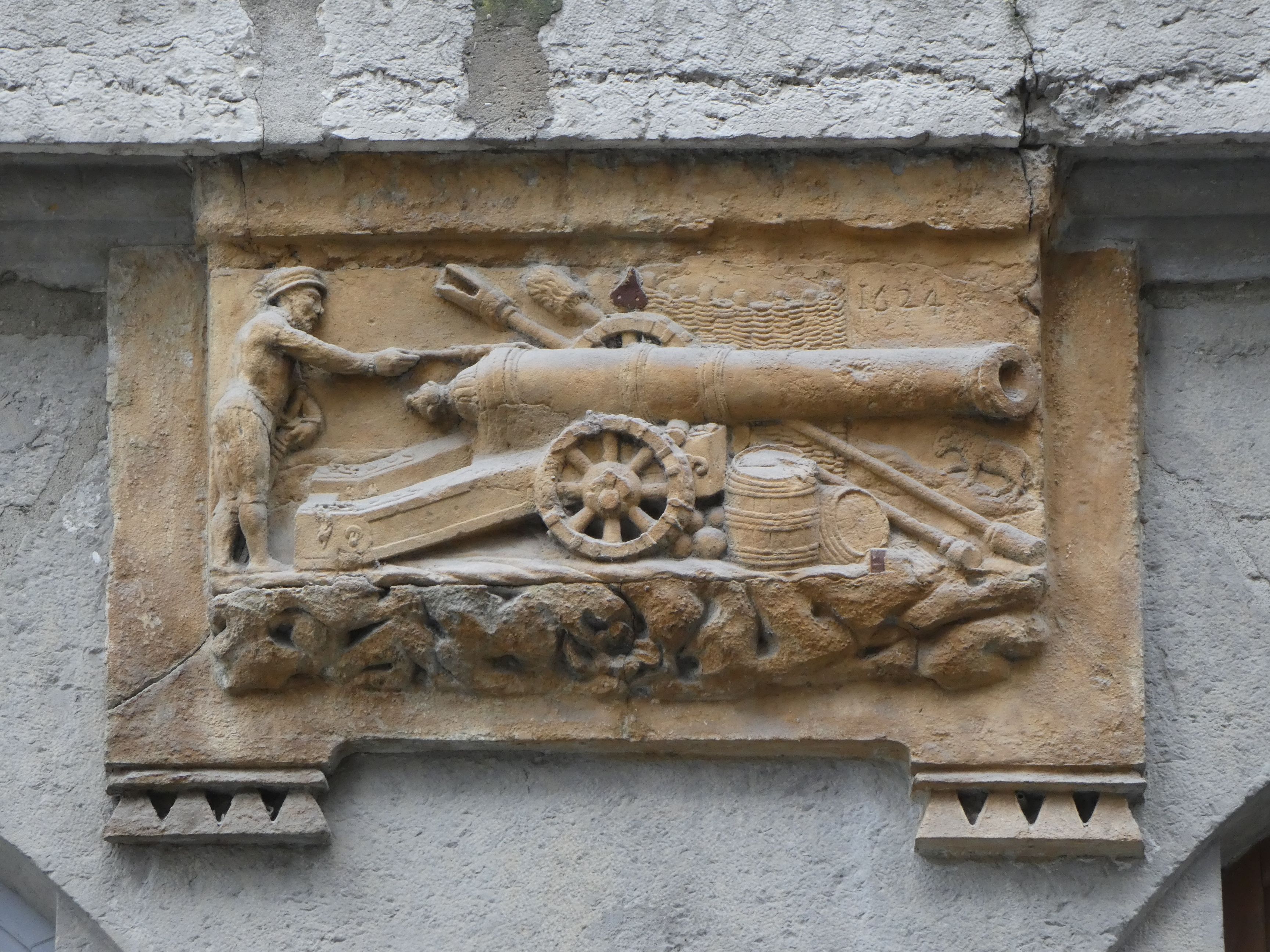
Enseigne du Canon d'Or.

Le mari de Louise Labé, Ennemond Perrin, possède plusieurs maisons, dont l'une est située à l'angle de la rue Confort, allant de la place des Jacobins jusqu'à la place Le Viste. Plus tard une rue est ouverte sur ce terrain[Lequel ?] qui prend le nom de rue Neuve-de-Confort, ruelle Régnier, rue de la Cordière, puis rue Bellecordière vers la fin du XVIe siècle. La maison de Louise Labé et la rue disparaissent par le percement de la rue de la République en 1855, mais pour en garder le souvenir, on débaptise la rue Bourgchanin pour lui donner le nom de Bellecordière. La rue Bourgchanin, était une des plus anciennes rues de la Presqu’île, attestée dès 1483. Le terme chanin en parler lyonnais signifie désagréable.
Au no 14, s'installe en 1862 la Revue du Lyonnaisaprès avoir quitté le no 36 quai Saint-Antoine; c'est aussi le siège de l'imprimerie d'Aimé Vingtrinier (1812-1903).
Au no 10, une enseigne de 1624 « le Canon d'or » est encastrée dans la façade.
Au no 72, naît en 1806 le peintre de fleurs Apollinaire Louis Sicard.
En 2017, dans le cadre de la réhabilitation de l’Hôtel-Dieu voisin, la rue est réaménagée en zone de rencontre pavée.